# Rhijnvis Feith

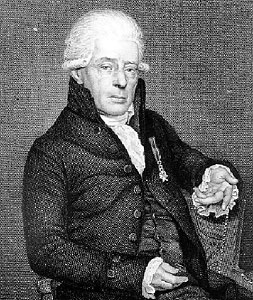
Rhijnvis Feith

Rhijnvis Feith (ur. 7 lutego 1753; zm. 8 lutego 1824) — niderlandzki poeta i pisarz. Urodził się w arystokratycznej rodzinie w Zwolle, stolicy prowincji Overijssel. Kształcił się w Harderwijk i na Uniwersytecie w Lejdzie, który skończył w 1770 roku. W 1780 został burmistrzem Zwolle. Posiadał luksusową willę, który nazywał Boschwijk. Jego pierwszą ważną powieścią była Julia (1785), która wzorowana była na Cierpieniach młodego Wertera. Napisał wiele wierszy. Interesował się filozofią Immanuela Kanta. Zajmował się także krytyką literacką. Jego twórczość określana jest jako sentymentalna.

## Dzieła
- Het ideaal in de kunst (1782)
- Verhandeling over het heldendicht (1782)
- Fanny, een fragment (1783)
- Julia (1783)
- Brieven over verscheidene onderwerpen (6 tomów, 1784–1793)
- Thirsa, of de zege van de godsdienst (1784, tragedia)
- Dagboek mijner goede werken (1785)
- Ferdinand en Constantia (2 volumes, 1785)
- Lady Johanna Gray (1791)
- Het graf (1792)
- Bijdragen ter bevordering der schoone kunsten en wetenschappen (3 tomy, 1793–1796])
- Ines de Castro (1793; tragédie)
- Oden en gedichten (5 tomów, 1796–1814)
- De ouderdom (1802)
- Brieven aan Sophie (1806)
- Verlustiging van mijnen ouderdom (1818)
- De eenzaamheid en De Wereld (1821)
- Verhandelingen (1826)
- Dicht- en prozaïsche werken (15 tomów, 1824–1826)